# Selected
Selected er en dansk butikskæde og tøjmærke, der indgår i den jyske tøjkoncern Bestseller. Mærket blev introduceret i 1997 som et herremærke integreret i Jack & Jones butikker. I 2008 blev Selected/Femme introduceret som kvindemærke. Samtidig blev Jack & Jones og Selected butikker adskilt. 
I 2021 består butikskæden af 17 butikker i Danmark, 17 butikker i Norge, fem butikker i Irland og to butikker i Island.